# The Temptations
The Temptations es una banda estadounidense formada en Detroit, Estados Unidos. Este grupo vocal estadounidense está considerado uno de los más exitosos en la historia de la música. Ha vendido decenas de millones de álbumes y es famoso por ser una de las formaciones más relevantes de Motown Records. 
Su repertorio incluye una gran variedad de géneros: R&B, doo-wop, funk, disco, soul, y música adulto contemporáneo. En un principio se llamaban The Elgins, y siempre sus integrantes han sido, al menos, cinco vocalistas/bailarines masculinos. El grupo original contenía componentes de dos bandas locales de Detroit, The Distants (Otis Williams, Elbridge "Al" Bryant y Melvin Franklin) y The Primes (Eddie Kendricks y Paul Williams). Entre los más destacados Temptations futuros estaban David Ruffin, Dennis Edwards, Richard Street, Damon Harris, Ron Tyson, Ali-Ollie Woodson, Theo Peoples y G. C. Cameron. La formación cambió frecuentemente, particularmente en las últimas décadas.
Conocidos por sus coreografías, por sus distintivas armonías y por llevar siempre elegantes trajes sobre el escenario, se ha dicho que su influencia en el soul es equivalente a la ejercida por los Beatles en el pop y el rock. Son los segundos que más tiempo permanecieron en la Motown (por detrás de Stevie Wonder). En total 40 años: 16 entre 1961 y 1977, y 24 más desde 1980 a 2004 (desde 1977 a 1980, firmaron con Atlantic Records). En el año 2009, los Temptations continúan actuando y grabando Para Universal Records con el único miembro original que sigue con vida, el cofundador Otis Williams.
En el transcurso de su carrera, han conseguido cuatro sencillos n.º 1 en Billboard Hot 100, y 14 sencillos n.º 1 en Billboard R&B. Su material les ha proporcionado tres Premios Grammy, y dos más por componer y producir el éxito de 1972 "Papa Was a Rollin' Stone". The Temptations fue el Primer grupo de Motown que ganó un Grammy. Seis Temptations: Dennis Edwards, Melvin Franklin, Eddie Kendricks, David Ruffin, Otis Williams y Paul Williams entraron en el prestigioso Rock and Roll Hall of Fame en 1989. En 1999 fueron incluidos en el Salón de la Fama de los Grupos Vocales. Algunos de sus clásicos son: “My Girl", "War", "Ain't Too Proud to Beg", "Papa Was a Rollin' Stone" o “The Way You Do the Things You Do".

## Miembros

### The Primes
También conocidos como The Cavaliers
- Paul Williams (1955–1960)
- Eddie Kendricks (1955–1960)
- Kell Osborne (1955–1960)
- Wiley Waller (1955–1957)

### The Distants
También conocidos como Otis Williams & The Distants, Otis Williams & The siberians
- Otis Williams (1958–1960)
- Elbridge "Al" Bryant (1958–1960)
- James "Pee-Wee" Crawford (1958–1959)
- Vernard Plain (1958–1959)
- Arthur Walton (1958–1959)
- Melvin Franklin (1959–1960)
- Richard Street (1959–1960)
- Albert "Mooch" Harrell (1959–1960)

### The Temptations
También conocidos como The Elgins
- Otis Williams (1960–presente)
- Elbridge "Al" Bryant (1960–1963)
- Melvin Franklin (1960–1995)

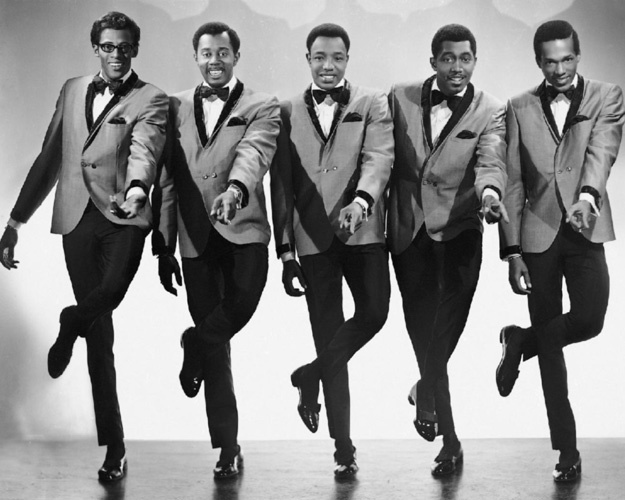
The Temptations en 1968 (foto publicada en Billboard)

- Eddie Kendricks (1960–1971, 1982 reunión)
- Paul Williams (1960–1971)
- David Ruffin (1964–1968, 1982 reunión)
- Dennis Edwards (1968–1977, 1980–1984, 1987–1989)
- Ricky Owens (1971)
- Richard Street (1971–1992)
- Damon Harris (1971–1975)
- Glenn Leonard (1975–1983)
- Louis Price (1977–1980)
- Ron Tyson (1983–present)
- Ali-Ollie Woodson (1984–1987, 1989–1997)
- Theo Peoples (1992–1998)
- Ray Davis (1994–1995)
- Harry McGilberry (1995–2003)
- Terry Weeks (1997–presente)
- Barrington "Bo" Henderson (1998–2003)
- G. C. Cameron (2003–2007)
- Joe Herndon (2003–present)
- Bruce Williamson (2007–presente)

## Discografía

### Sencillos en el Top Ten del U.S. y el Reino Unido
| Año   | Título de la canción                                                         | US Top 10 | UK Top 10 | R&B No. 1 |
| ----- | ---------------------------------------------------------------------------- | --------- | --------- | --------- |
| 1965: | "My Girl"                                                                    | 1         | -         | 1         |
| 1966: | "Get Ready"                                                                  | 29        | 10        | 1         |
| 1966: | "Ain't Too Proud to Beg"                                                     | 13        | -         | 1         |
| 1966: | "Beauty Is Only Skin Deep"                                                   | 3         | -         | 1         |
| 1966: | "(I Know) I'm Losing You"                                                    | 8         | -         | 1         |
| 1967: | "All I Need"                                                                 | 8         | 26        | 2         |
| 1967: | "You're My Everything"                                                       | 6         | -         | 3         |
| 1967: | "I Wish It Would Rain"                                                       | 4         | -         | 1         |
| 1968: | "I Could Never Love Another (After Loving You)"                              | 13        | -         | 1         |
| 1968  | "Cloud Nine"                                                                 | 6         | -         | 2         |
| 1968: | "I'm Gonna Make You Love Me" (Diana Ross & the Supremes and the Temptations) | 2         | 2         | 1         |
| 1969: | "Run Away Child, Running Wild"                                               | 6         | -         | 1         |
| 1969: | "I Can't Get Next to You"                                                    | 1         | -         | 1         |
| 1970: | "Psychedelic Shack"                                                          | 7         | -         | 2         |
| 1970: | "Ball of Confusion (That's What the World Is Today)"                         | 3         | 7         | 2         |
| 1971: | "Just My Imagination (Running Away with Me)"                                 | 1         | 8         | 1         |
| 1972: | "Papa Was a Rollin' Stone"                                                   | 1         | -         | 5         |
| 1973: | "Masterpiece"                                                                | 7         | -         | 1         |
| 1973: | "Let Your Hair Down"                                                         | -         | -         | 1         |
| 1974: | "Happy People"                                                               | -         | -         | 1         |
| 1975: | "Shakey Ground"                                                              | -         | -         | 1         |
| 1991: | "The Motown Song" (Rod Stewart featuring The Temptations)                    | 10        | -         | -         |
| 1992: | "My Girl" (reissue)                                                          | -         | 2         | -         |

### Álbumes en el Top Ten
- 1965: The Temptations Sing Smokey (R&B #1)
- 1965: The Temptin' Temptations (R&B #1)
- 1966: Gettin' Ready (R&B #1)
- 1966: Greatest Hits (R&B #1) (US #5)
- 1967: Temptations Live! (R&B #1) (US #10)
- 1967: The Temptations with a Lot o' Soul (R&B #1) (US #7)
- 1967: The Temptations in a Mellow Mood (R&B #1)
- 1968: The Temptations Wish It Would Rain (R&B #1)
- 1968: The Temptations Show (R&B #2)
- 1968: Diana Ross & the Supremes Join The Temptations (with Diana Ross & The Supremes) (R&B #1) (US #2)
- 1968: TCB (with Diana Ross & The Supremes) (R&B #1) (US #1)
- 1968: Live at the Copa (R&B #2)
- 1969: Cloud Nine (R&B #1) (US #4)
- 1969: Puzzle People (R&B #1) (US #5)
- 1969: Together (R&B #6)
- 1969: On Broadway (R&B #4)
- 1970: Psychedelic Shack (R&B #1) (US #9)
- 1970: Live at London's Talk of the Town (R&B #5)
- 1970: The Temptations' christmas cards
- 1970: Greatest Hits, Vol. 2 (R&B #2)
- 1971: Sky's the Limit (R&B #2)
- 1972: Solid Rock (R&B #1)
- 1972: All Directions (R&B #1) (US #2)
- 1973: Masterpiece (R&B #1) (US #7)
- 1973: Anthology (R&B #5)
- 1973: 1990 (R&B #2)
- 1975: A Song for You (R&B #1)
- 1975: Wings of Love (R&B #3)
- 1976: The Temptations Do The Temptations (R&B #10)
- 1982: Reunion (R&B #2)
- 1984: Truly For You (R&B #3)
- 1986: To Be Continued (R&B #4)

## Filmografía
- 1973: Save the Children
- 1987: Happy New Year
- 2007: Walk Hard: The Dewey Cox Story

### Apariciones en televisión
- 1985: The Fall Guy (TV episode "Rockabye Baby", 13 de febrero de 1985)
- 1985: The Love Boat (TV episode "Your Money or Your Wife/Joint Custody/The Temptations", 5 de octubre de 1985)
- 1986: Moonlighting (TV episode "Symphony in Knocked Flat", 21 de octubre de 1986)
- 1986: 227 (TV episode "Temptations", 15 de noviembre de 1986)
- 1990: Murphy Brown (TV episode "Goin' to the Chapel, Part 2", 21 de mayo de 1990)
- 1990: performed CBS network's 1990-91 version of their Get Ready campaign with an updated version of "Get Ready".
- 1993: Getting By (TV episode "Reach for the Stars", 23 de noviembre de 1993)
- 1996: New York Undercover (TV episode "Deep Cover", 2 de mayo de 1996)
- 2008: Friday Night with Jonathan Ross (TV appearance), 7 de marzo de 2008

### Videos y DVD lanzados
- 1991: The Temptations - Live in Concert
- 2004: 20th century Masters - The Best of the Temptations
- 2006: Get Ready: The Definitive Performances - 1965–1972
- 2007: The Temptations - Live In London (1987)